# (5973) Takimoto
(5973) Takimoto (1991 QC) – planetoida z pasa głównego asteroid okrążająca Słońce w ciągu 4,09 lat w średniej odległości 2,56 j.a. Odkryta 17 sierpnia 1991 roku.